# Thomas Taggart

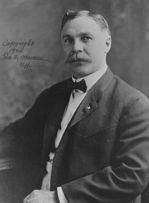
Thomas Taggart

Thomas Taggart (* 17. November 1856 in Emyvale, County Monaghan, Irland; † 6. März 1929 in Indianapolis, Indiana) war ein irisch-amerikanischer Politiker (Demokratische Partei).

## Leben
Der aus Irland stammende Taggart siedelte als kleiner Junge 1861 mit seinen Eltern nach Amerika über, wo sich die Familie in Xenia (Ohio) niederließ. Als Jugendlicher arbeitete er dort an der Essensausgabe eines Eisenbahndepots. Als er 18 Jahre alt war, wurde er von seinem Vorgesetzten mit der Aufgabe betraut, das Restaurant und Hotel eines Depots in Garrett (Indiana) zu leiten. Dort lernte er Eva Bryant kennen, die er 1878 heiratete.
1877 zog Taggart nach Indianapolis um, um das dortige Depot-Restaurant zu leiten. Später war er gemeinsam mit einem Geschäftspartner Eigentümer eines Hotels im Orange County. Aufgrund der dortigen Mineralquellen gelang es ihm, daraus ein beliebtes Urlaubsziel zu machen.

## Politik
Nach seinem Umzug nach Indianapolis begann Thomas Taggart sich dort politisch zu betätigen. Von 1886 bis 1894 amtierte er als County Auditor im Marion County. 1895 wurde er als Nachfolger von Caleb S. Denny zum Bürgermeister von Indianapolis gewählt; dies blieb er bis 1901. In dieser Zeit machte er sich für die Errichtung von Parks in der Stadt stark.
Von 1904 bis 1908 fungierte Taggart als Vorsitzender des Democratic National Committee. Eine wichtige Rolle spielte er, als es 1908 darum ging, die Nominierung von Thomas Riley Marshall als Kandidat der Demokraten für die Wahl zum Gouverneur von Indiana zu sichern. 1912 unterstützte er Marshall erneut, als bei der Democratic National Convention in Baltimore ein Vizepräsidentschaftskandidat für Woodrow Wilson gesucht wurde. Nach Wilsons Wahl zum US-Präsidenten wurde Marshall dessen Vizepräsident.
Am 20. März 1916 ernannte ihn Gouverneur Samuel Ralston zum US-Senator für Indiana. Er übernahm den vakanten Sitz des verstorbenen Benjamin F. Shively. Bei der im November folgenden Wahl wurde er jedoch vom Republikaner James Eli Watson besiegt. Taggart blieb aber auch weiterhin in der Politik aktiv. So bestärkte er 1924 den demokratischen Favoriten für die Gouverneurswahl, Carleton B. McCulloch, in einer Position gegen den Ku-Klux-Klan. Gewählt wurde jedoch der Republikaner Edward L. Jackson.